# 伊丽丝·蒂奥
伊丽丝·蒂奥（西班牙語：Iris Tió，2002年11月2日—），西班牙女子花样游泳运动员，2022年世界游泳锦标赛焦点自选铜牌得主、2023年世界游泳锦标赛女子单人技术自选和女子双人技术自选铜牌得主。